# Kobiela (Kiwity)
Pour les articles homonymes, voir Kobiela.
Kobiela est un village polonais de la voïvodie de Varmie-Mazurie, dans le powiat de Lidzbark.